# Louhans-Cuiseaux FC
Louhans-Cuiseaux Football Club là một câu lạc bộ bóng đá Pháp.

## Lịch sử
Được thành lập vào năm 1970 sau khi hợp nhất "Club Sportif Louhannais" (thành lập năm 1916) và "Club de Cuiseaux" (thành lập năm 1930), có trụ sở tại các làng Louhans và Cuiseaux. Câu lạc bộ thi đấu tại Stade du Bram.
Vào ngày 13 tháng 6 năm 2006, tiền vệ Alaixys Romao của Togo đã làm nên lịch sử khi anh trở thành cầu thủ Louhans-Cuiseaux đầu tiên xuất hiện tại vòng chung kết World Cup, trong trận đấu đầu tiên của Togo với Hàn Quốc ở Frankfurt.

## Huấn luyện viên cũ
- Philippe Hinschberger
- Christian Lariepe
- Alain Michel